# Chthonius oregonicus
Chthonius oregonicus är en spindeldjursart som beskrevs av William B. Muchmore 1968. Chthonius oregonicus ingår i släktet Chthonius och familjen käkklokrypare. Inga underarter finns listade i Catalogue of Life.